# Сущенко Віктор Дмитрович
Сущенко Віктор Дмитрович (нар. 18 травня 1945 р., м. Кіровоград) — український правознавець, доктор юридичних наук, професор (з 2000), заслужений юрист України (з 1999), генерал-майор міліції (з 1997). Проректор Національної академії внутрішніх справ України.

## Життєпис
Закінчив Київську вищу школу МВС СРСР у 1974 році. Працював в органах міліції Кіровоградської області.
З 1980 року — на інспекторській службі в МВС УРСР.
З 1984 року — у Київській вищій школі МВС СРСР (нині Національна академія внутрішніх справ України): викладач, старший викладач кафедри оперативної роботи, заступник начальника факультету заочного навчання.
З 1989 року — начальник кафедри адміністративного права і управління в органах внутрішніх справ.
З 1992 року — заступник начальника академії, перший заступник начальника, перший проректор з навчальної роботи.
З 1997 року — проректор з наукової роботи.
Член Координаційного комітету по боротьбі з організованою злочинністю і корупцією при Президентові України (з 2003 року).
Основні напрями наукових досліджень: проблеми адміністративного права, боротьби з організованою злочинністю.

## Основні праці
- «Сучасний процес управління в органах внутрішніх справ» (1999, у співавт.)
- «Адміністративне право» (1999)
- «Профілактика злочинності в Україні» (2000)
- «Правопорушення у сфері функціонування ринку цінних паперів в Україні (теорія попередження)» (2001, у співавт.)
- «Злочинність у сфері економіки України: стан, тенденції та проблеми боротьби» (2002, у співавт.).